# ویلای شیرین
ویلای شیرین یا دولچه ویلا (انگلیسی: La Dolce Villa) یک فیلم کمدی رمانتیک آمریکایی محصول سال ۲۰۲۵ به کارگردانی مارک واترز با بازی اسکات فولی، ویولانته پلاچیدو و مایا رفیکو است که در ۱۳ فوریه ۲۰۲۵ در نتفلیکس منتشر شد.

## خلاصه داستان
هنگامی که دختر اریک تصمیم می‌گیرد یک ویلای قدیمی و ارزان قیمت را در ایتالیا خریده تا آن را بازسازی کند، اریک با عجله به ایتالیا سفر می‌کند تا دخترش را از این کار منصرف کند، اما در عوض زیبایی، عشق و هدفی تازه در زندگی پیدا می‌کند که…

## ساخت
فیلمبرداری در اوایل سال ۲۰۲۴ آغاز شد. فیلمبرداری در رم، شرق لاتزیو و توسکانی انجام شد.